# Syndicat mixte du pays de Châteaubriant
Le Syndicat mixte du pays de Châteaubriant se situe au nord de la Loire-Atlantique et limitrophe avec l'Ille-et-Vilaine au Nord et le Maine-et-Loire à l'Est.
Regroupant 33 communes, il peut être assimilé à l'ancien Pays de la Mée. Il a été créé par arrêté préfectoral le 13 janvier 2003. 
Il fédère les Communautés de communes du Castelbriantais, du Secteur de Derval et de la région de Nozay qui regroupent 33 communes rassemblant plus de 50 000 habitants.
Il a pour mission d'assurer la cohérence, la coordination, la négociation, le suivi, et l'évaluation des actions d'aménagement et de développement durable du territoire définies dans le contrat particulier, et s'il y a lieu, dans les conventions particulières.
Son Président est M. Alain Hunault, Maire de Châteaubriant, Président de la Communauté de communes du Castelbriantais.
La fédération des 3 Communautés de communes au sein du Syndicat mixte a permis de contractualiser avec l'État (2,25 M€), l'Europe (0,75 M€), la Région (4,5 M€), et le Département (12,5 M€) sur la période 2006-2007-2008.
Plus de 250 projets ont ainsi été subventionnés.
La dernière contractualisation signée le 9 mars 2007 avec l'État a porté sur le développement d'une nouvelle filière économique de valorisation des bio-ressources avec les entreprises, dénommée « Technopôle de l'Environnement » et labellisée « Pôle d'Excellence Rurale ».
Le 1er janvier 2017, à la suite de la fusion des Communautés de communes du Castelbriantais et du Secteur de Derval au sein de la communauté de communes Châteaubriant-Derval, le nombre d'intercommunalités membres du syndicat mixte passe de trois à deux.